# Jackie Walorski
Jackie Walorski, née le 17 août 1963 à South Bend (Indiana) et morte le 3 août 2022 à Nappanee (Indiana), est une femme politique américaine membre du Parti républicain. En 2012, elle est élue à la Chambre des représentants des États-Unis pour le deuxième district congressionnel de l'Indiana.

## Biographie
Elle est née à South Bend dans l'Indiana. Elle a exercé différents métiers dans le domaine de la communication et des administrations publiques. Elle réside en Roumanie de 2000 à 2004, créant Impact International, une fondation pour fournir des fournitures médicales et des soins aux enfants pauvres. Elle a fait du travail missionnaire chrétien avant de retourner aux États-Unis.

### Carrière politique
De 2006 à 2010, Jackie Walorski représente le 21e district à la chambre des représentants de l'Indiana. 

#### Chambre des représentants des États-Unis
Déjà candidate en 2010 dans le deuxième district de l'Indiana, Jackie Walorski échoue de peu face au démocrate Joe Donnelly. Bénéficiant d'un redécoupage favorable, elle est élue le 6 novembre 2012 et a été réélu pour quatre mandats successifs.
Walorski a voté contre la deuxième destitution de Donald Trump et a voté pour s’opposer à la certification de l’élection présidentielle américaine de 2020.

### Mort
Le 3 août 2022, Jackie Walorski meurt dans un accident de voiture près de Nappanee en Indiana. L'accident est causé par la collision avec un autre véhicule. Sa conseillère en communication Emma Thomson et son directeur de district Zachery Potts, qui étaient en voiture avec elle n'ont également pas survécu.